# Space Jam
Cet article concerne le film d'animation. Pour les articles homonymes, voir Space Jam (homonymie).
Série
Space Jam : Nouvelle Ère
(2021)
Pour plus de détails, voir Fiche technique et Distribution.
Space Jam, ou Basket spatial au Québec, est un film d'animation américain réalisé par Joe Pytka, sorti en 1996.
Le film met en scène les Looney Tunes qui sont attaqués par des extraterrestres voulant en faire leurs esclaves pour leur divertissement. Acculés, les Looney décident de parier leur liberté dans un match de basket-ball : s'ils gagnent, les extraterrestres doivent repartir et les laisser en paix ; sinon les Toons accepteront d'être asservis. Détail imprévu : les Martiens utilisent leurs pouvoirs pour voler le talent et la force des meilleurs joueurs de la planète, devenant ainsi des monstres géants implacables. Paniqués, Bugs Bunny et Daffy Duck font venir dans leur monde le champion Michael Jordan pour entrainer les toons et les aider à gagner le match.
Le film mêle images d'animation des vedettes de Warner comme les personnages des Looney Tunes et de vrais humains comme Michael Jordan. Le film comprend de nombreuses vedettes du basket-ball venues faire un simple caméo ainsi que l'acteur Bill Murray.
Une « suite » avec LeBron James, intitulé Space Jam : Nouvelle Ère, sort en 2021.

## Synopsis
En 1973, le jeune Michael Jordan raconte à son père, James, ses rêves de jouer dans la NBA. Vingt ans plus tard, après la mort de son père, Jordan se retire du Basket-ball pour poursuivre une carrière dans le Baseball.
Dans l'espace, le parc d'attractions Moron Mountain est en baisse de fréquentation. Le propriétaire avide et cruel, M. Swackhammer, chercher de nouvelles attractions pour attirer le public et finit par apprendre l’existence des Looney Tunes. Il ordonne aux Nerdlucks, ses subordonnés miniatures, de capturer les Looney Tunes pour servir d'attractions. Les Nerdlucks entrent dans l'univers des Looney Tunes sous terre et les tiennent en otage avant que Bugs Bunny ne les trompe en leurs faisant croire qu’ils doivent leur laisser une chance de se défendre autour d’un jeu. Les Looney Tunes défient les Nerdlucks à un match de basket, surtout par rapport à la petite taille des extraterrestres. Les Nerdlucks infiltrent un match de la NBA et utilisent un ballon pour voler les talents des joueurs Charles Barkley, Shawn Bradley, Patrick Ewing, Larry Johnson et Muggsy Bogues. Les Nerdlucks utilisent ces talents pour se transformer en créatures gigantesques et musclées et nomment leur équipe Les Monstars. En voyant ce retournement de situation, les Looney Tunes décident d’aller demander de l’aide.
Les Looney Tunes attirent Jordan dans leur univers alors qu'il joue à une partie de golf avec Bill Murray, Larry Bird et l'assistant de Jordan, Stan Podolak. Bugs explique leur situation à Jordan mais celui-ci est réticent à l’idée de les aider. Il change d’avis après une confrontation avec les Monstars, et forme les Looney Tunes au basket, rassemblés sous l'équipe de la Tune Squad. Ils sont rejoints par Lola Bunny, une pro du basket dont Bugs est amoureux. Mais Jordan n’a pas sa tenue de basket et envoie Bugs et Daffy Duck chez lui pour la récupérer. Les enfants de Jordan les aident et acceptent de garder le secret, tandis que Stan, qui cherche Jordan, remarque Bugs et Daffy, les suit jusqu’à leur monde et rejoint l'équipe. Pendant ce temps, l'incapacité des cinq joueurs de la NBA entraîne une panique nationale qui culmine avec la suspension de la saison. Les joueurs essaient de restaurer leurs compétences par diverses méthodes, sans succès.
Le match entre la Tune Squad et les Monstars commence. Les Monstars dominent la première mi-temps, abaissant le moral des toons. À la mi-temps, Stan espionne les Monstars dans leurs vestiaires et informe la Tune Squad de la façon dont l'équipe adverse a obtenu ses talents. Pendant ce temps, Bugs et Jordan, faisant passer une bouteille d'eau pour une "formule secrète", motivent les toons, qui s'améliore dans la deuxième moitié en utilisant leur physique de toons. Pendant un temps d'arrêt, Jordan augmente les enjeux avec Swackhammer qui dis que si la Tune Squad gagne, les Monstars rendront leur talent volé et la liberté au toons, mais si les Monstars gagnent, Jordan deviendra une nouvelle attraction de Moron Mountain. Sur les ordres de Swackhammer, les Monstars deviennent de plus en plus violents, blessant la majeure partie de la Tune Squad.
Avec dix secondes restantes dans le jeu, la Tune Squad est en baisse d'un point et d'un joueur, seuls Jordan, Bugs, Lola et Daffy étant encore en mesure de jouer. Murray arrive de manière inattendue et rejoint l'équipe. Dans les dernières secondes, Jordan gagne le ballon avec l'aide de Murray, mais est retiré par les Monstars. Sur les conseils de Bugs, Jordan utilise le caractéristique des toons pour étendre son bras et réaliser un slam dunk, remportant le match avec un buzzer. Après que Swackhammer a grondé les Monstars pour leur échec, Jordan les aide à se rendre compte qu'ils craignaient leurs patron parce qu'ils étaient autrefois plus petits. Ils insèrent Swackhammer à l'intérieur d'un missile pour l’envoyer sur la lune puis honorent leur promesse en renonçant à leur talents volés, et décident de rejoindre les Looney Tunes. Murray décide de se retirer du basket. Jordan et Stan retournent sur Terre et redonnent leurs talents aux cinq joueurs, dont les remarques convainquent Jordan de revenir à la NBA.

## Fiche technique
- Titre original et français : Space Jam
- Titre québécois : Basket spatial
- Réalisation : Joe Pytka
- Scénario : Leo Benvenuti, Steve Rudnick, Timothy Harris, Herschel Weingrod, d'après les personnages des Looney Tunes
- Musique : James Newton Howard
- Supervision de la musique : Ken Ross
- Photographie : Michael Chapman
- Montage : Sheldon Kahn (en)
- Costumes : Marlene Stewart
- Décors : Geoffrey Kirkland
- Direction artistique : David F. Klassen
- Effets spéciaux : Corey Pritchett
- Directeur de l'animation : Tony Cervone
- Production : Daniel Goldberg (en), Joe Medjuck (en), Ivan Reitman
  - Production exécutive : David Falk, Ken Ross
  - Production associée : Dennis Edwards
- Société de production : Warner Bros. Pictures
- Société de distribution :  Warner Bros. Pictures •  Warner Bros France • Courtside Seats Productions
- Budget : 80 000 000 $
- Pays d'origine :  États-Unis
- Langue originale : anglais
- Format : 1.85:1 - 35 mm - couleurs (Technicolor)
- Genre : animation, comédie, aventure et science-fiction
- Durée : 89 minutes
- Dates de sortie :
  - États-Unis : 15 novembre 1996
  - Canada : 15 novembre 1996
  - France : 5 février 1997

## Distribution

### Acteurs
- Michael Jordan (VF : Thierry Desroses) : lui-même
- Wayne Knight (VF : Marc Alfos) : Stan Podolak
- Bill Murray (VF : Richard Darbois) : lui-même
- Theresa Randle (VF : Marie-Christine Darah) : Juanita Jordan
- Charles Barkley (VF : Bruno Dubernat) : lui-même
- Muggsy Bogues (VF : Jean-Louis Faure) : lui-même
- Shawn Bradley (VF : Jérôme Rebbot) : lui-même
- Patrick Ewing : lui-même
- Larry Johnson (VF : Jacques Martial) : lui-même
- Larry Bird (VF : Emmanuel Jacomy) : lui-même
- Manner Washington : Jeffrey Jordan
- Eric Gordon : Marcus Jordan
- Penny Pae Bridges (VF : Françoise Dasque) : Jasmine Jordan
- Brandon Hammond (en) : Michael Jordan 10 ans
- Thom Barry (VF : Med Hondo) : James Jordan
- Dan Castellaneta : le supporter des Knicks
- Patricia Heaton (VF : Ioanna Gkizas) : la femme du supporter
- Linda Lutz (VF : Liliane Gaudet) : la voyante
- Nicky McCrimmon : une joueuse de basket-ball
- Kelly Vint : Petite fille de la Ligue
- William G. Schilling : un golfeur
- Albert de La Haye : un psychiatre
- Marc Alaimo : un médecin
- James O'Donnell : un arbitre NBA
- David Ursin (VF : Serge Blumental) : l'entraîneur des Lakers
- Douglas Robert Jackson : un policier
- Andre Rosey Brown : le juge-arbitre
- Connie Ray : la copine du propriétaire
- John Roselius : le directeur des Barons
- Joe Bays : l'entraîneur des Barons
- Charles Hoyes (VF : Jean-Jacques Nervest) : le receveur des Barons
- Luc Torres : joueur #1
- Steven Shenbaum : joueur #2
- Bean Miller : joueur #3
- Danny Ainge : lui-même
- Cedric Ceballos : lui-même
- Vlade Divac : lui-même
- A.C. Green : lui-même
- Derek Harper : lui-même
- Del Harris : lui-même
- Jeff Malone : lui-même
- Alonzo Mourning : lui-même
- Charles Oakley : lui-même

### Personnages animés

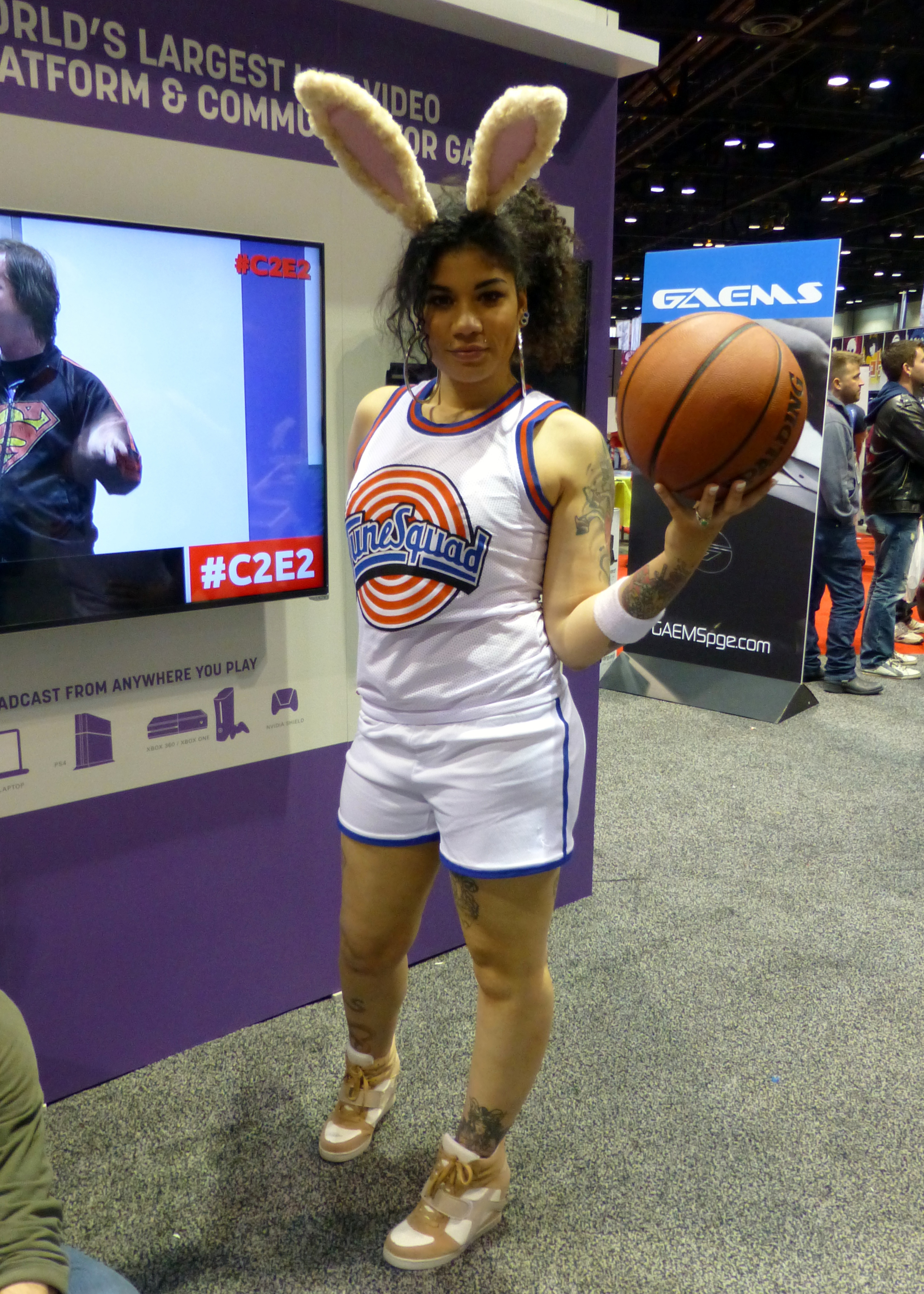
Cosplay de Lola Bunny.

#### Voix originales
- Billy West : Bugs Bunny / Elmer Fudd
- Dee Bradley Baker : Daffy Duck / Taz
- Danny DeVito : Mr. Swackhammer
- Bob Bergen : Porky Pig / Titi / Bertie / Hubie / Marvin le Martien
- Bill Farmer : Sylvestre / Sam le Pirate / Charlie le coq
- June Foray : Hazel la sorcière / Mémé
- Maurice LaMarche : Pépé le putois
- Kath Soucie : Lola Bunny
- Jocelyn Blue : Nerdluck Pound
- Charity James : Nerdluck Blanko
- June Melby : Nerdluck Bang
- Catherine Reitman : Nerdluck Bupkus
- Colleen Wainwright : Nerdluck Nawt / Sniffles
- Dorian Harewood : Monstar Bupkus
- Joey Camen : Monstar Bang
- Darnell Suttles : Monstar Pound
- TK Carter : Monstar Nawt
- Steve Kehela : Monstar Blanko / Annonceur
- Frank Welker : Chien de basse-cour
- Kent Rice (Space Jam) et Jay Fukuto (Space Jam 2) : Gladstone
- Bailey Gambertoglio : Jann Carl

#### Voix françaises
- Gérard Surugue : Bugs Bunny
- Patrick Guillemin : Daffy Duck
- Daniel Beretta : Swackhammer
- Michel Mella : Porky Pig / Monstar Nawt (rose)
- Patrick Préjean : Sylvestre / Sam le pirate
- Patricia Legrand : Titi
- Odile Schmitt : Lola Bunny
- Barbara Tissier : Mémé
- Albert Augier : Elmer Fudd
- Benoît Allemane : Charlie le coq
- Jean-Loup Horwitz : Marvin le martien
- François Carreras : Pépé le putois
- Guillaume Orsat : Hubie
- Marie-Charlotte Leclaire : Nerdluk Pound (orange) / Nerdluck Blanko (bleu)
- Régine Teyssot : Nerdluck Bang (vert)
- Sophie Arthuys : Nerdluck Bukpus (mauve)
- Joëlle Guigui : Nerdluck Nawt (rose)
- Michel Barbey : Monstar Bang (vert)
- Saïd Amadis : Monstar Pound (orange)
- Richard Darbois : Monstar Bukpus (mauve)
- Bernard Alane : Monstar Blanko (bleu)
- Ioanna Gkizas : une maîtresse, une brebis

Galerie photo des acteurs
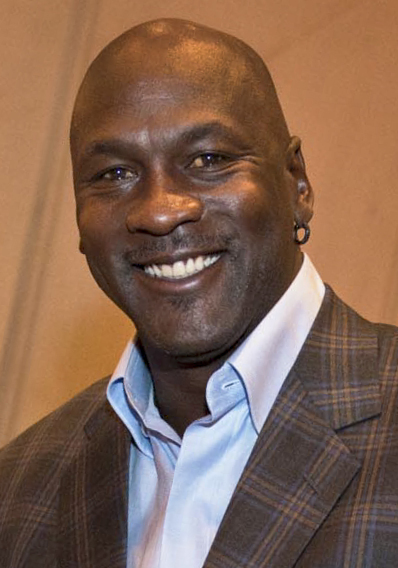
Michael Jordan
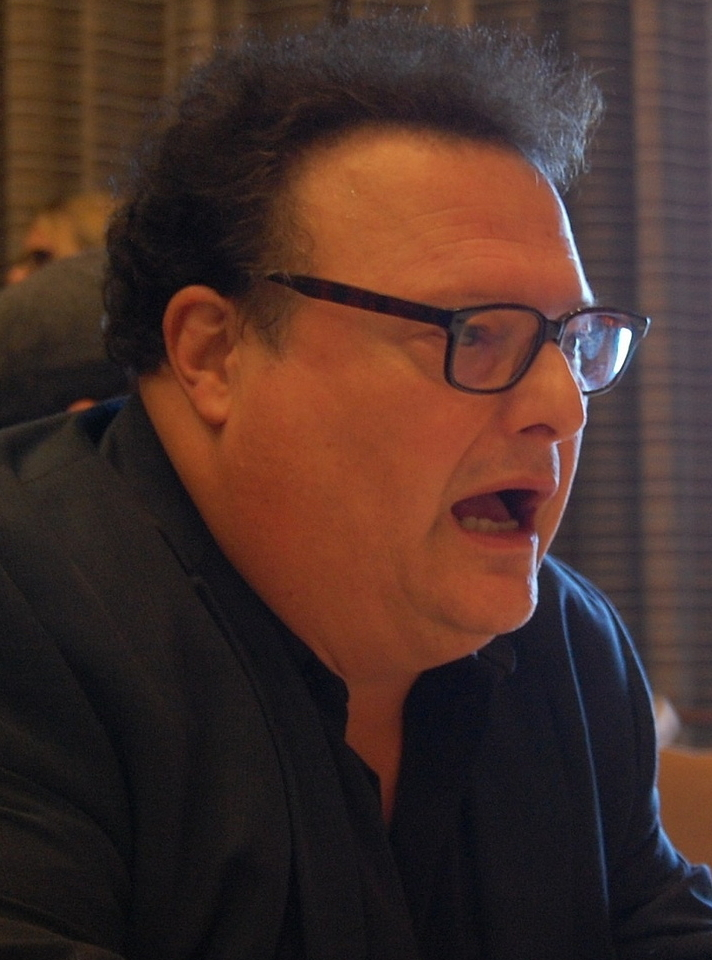
Wayne Knight
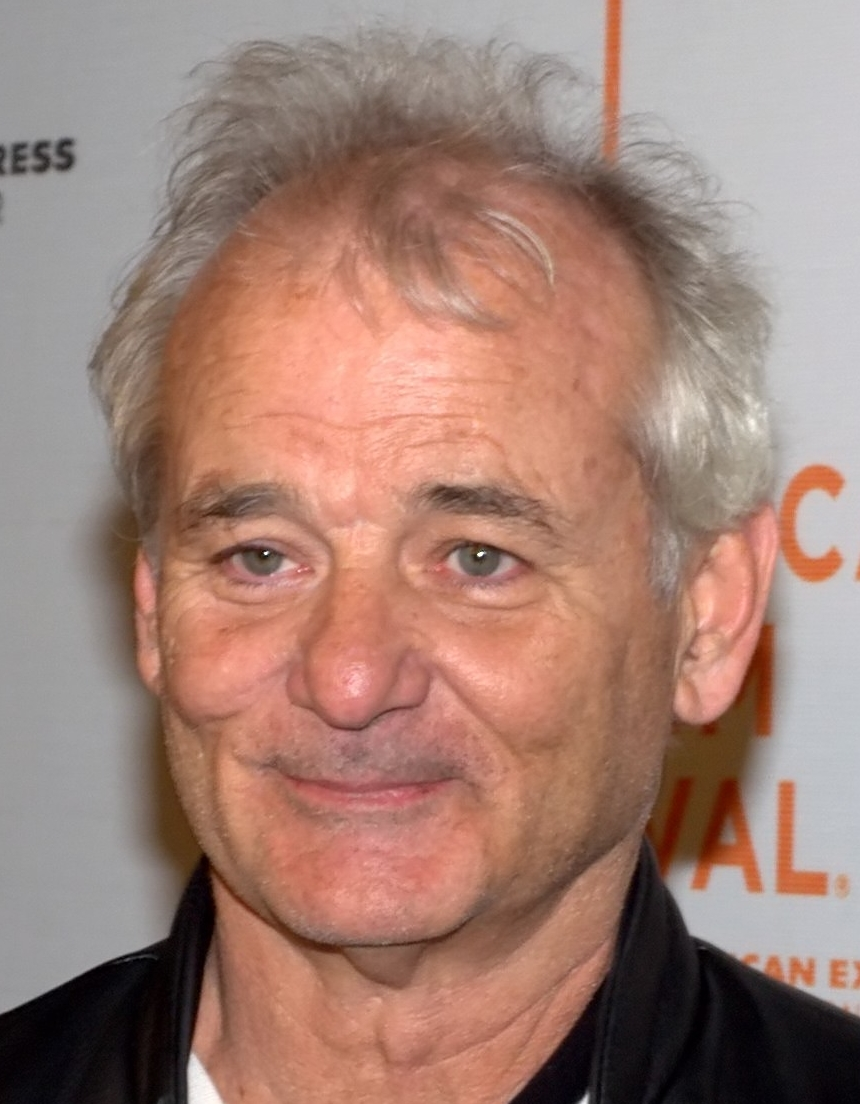
Bill Murray
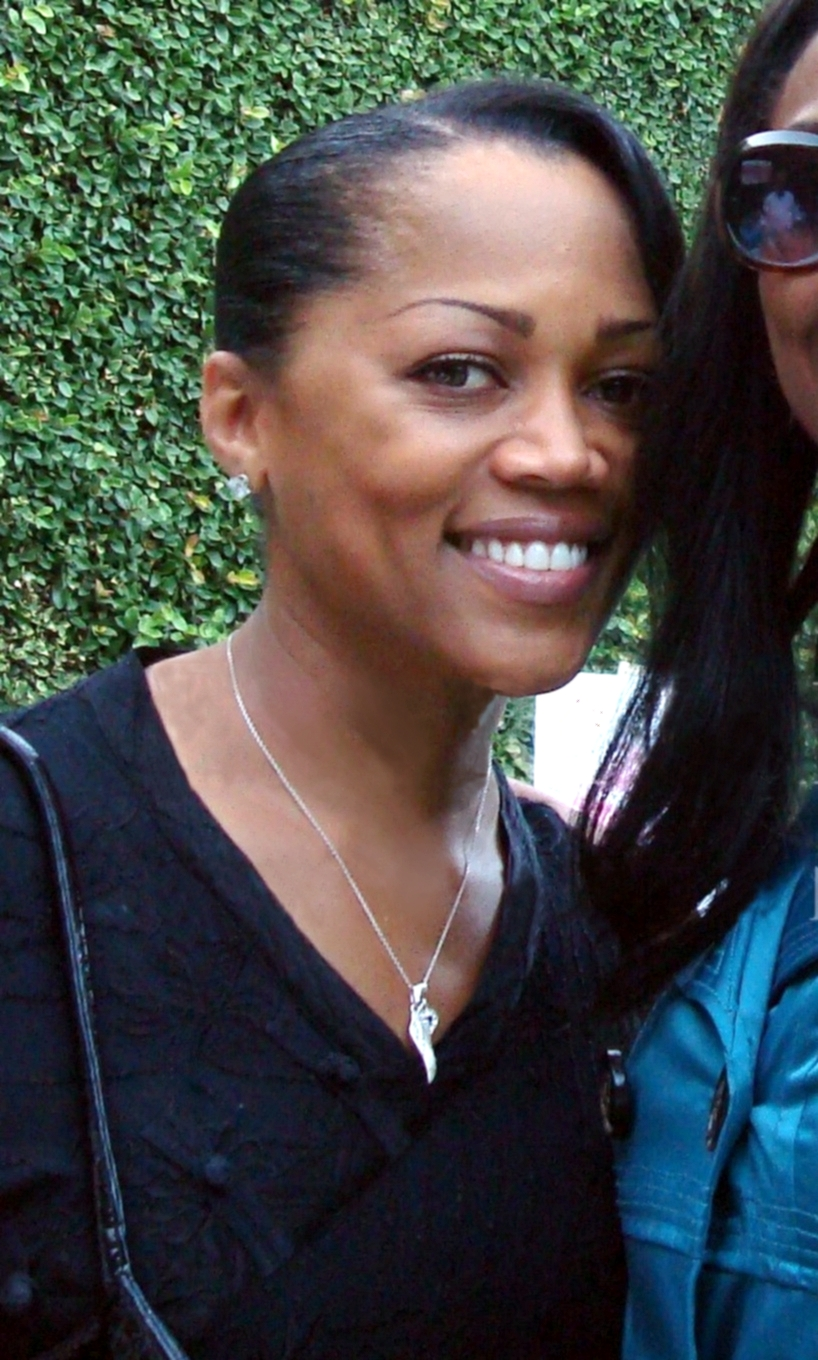
Theresa Randle
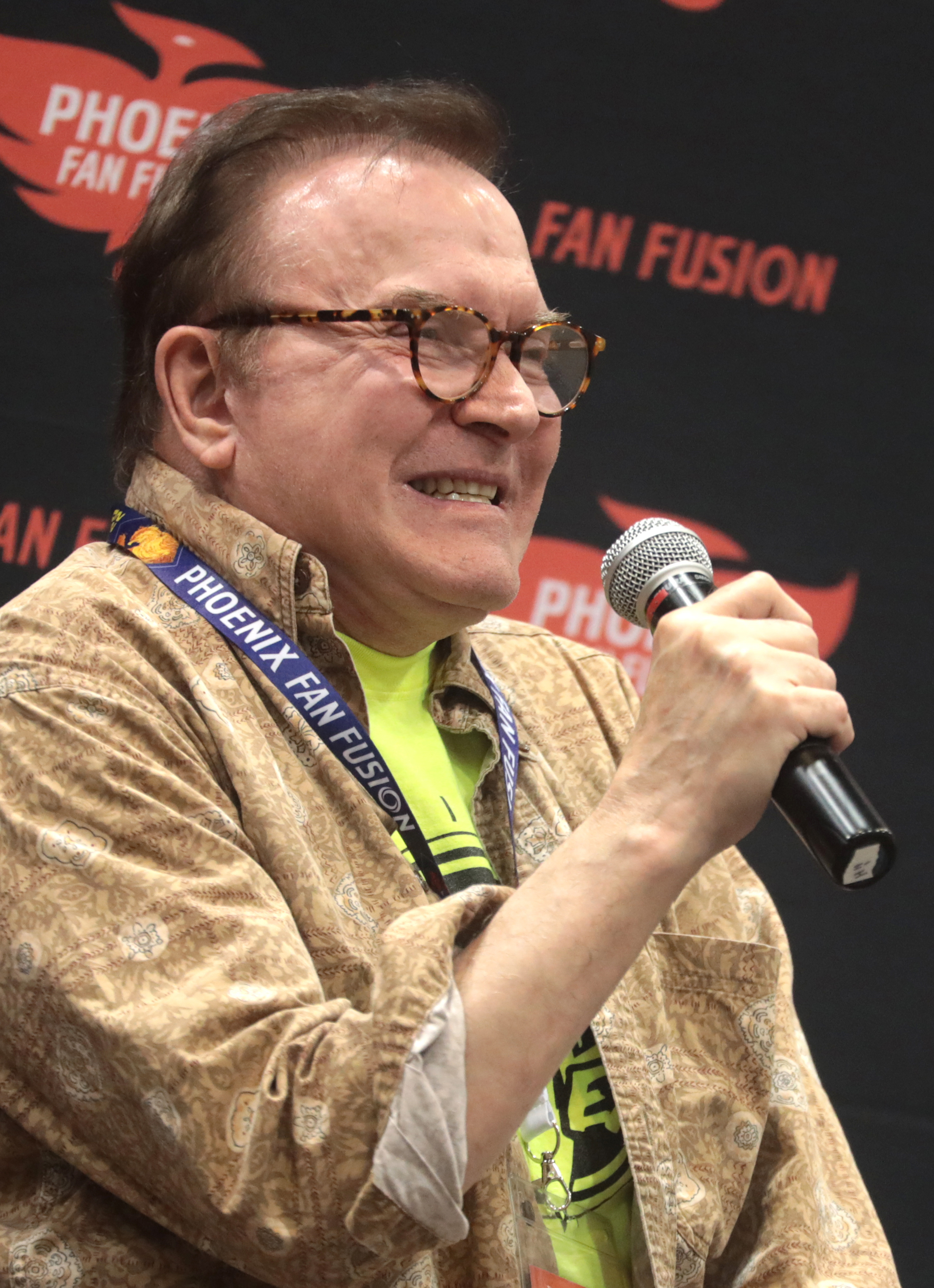
Billy West
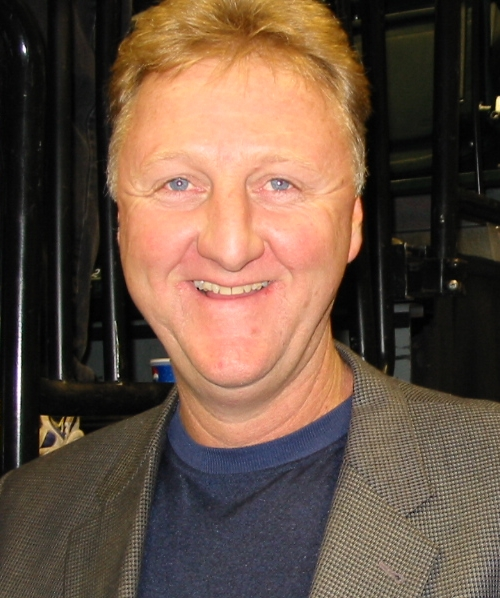
Larry Bird
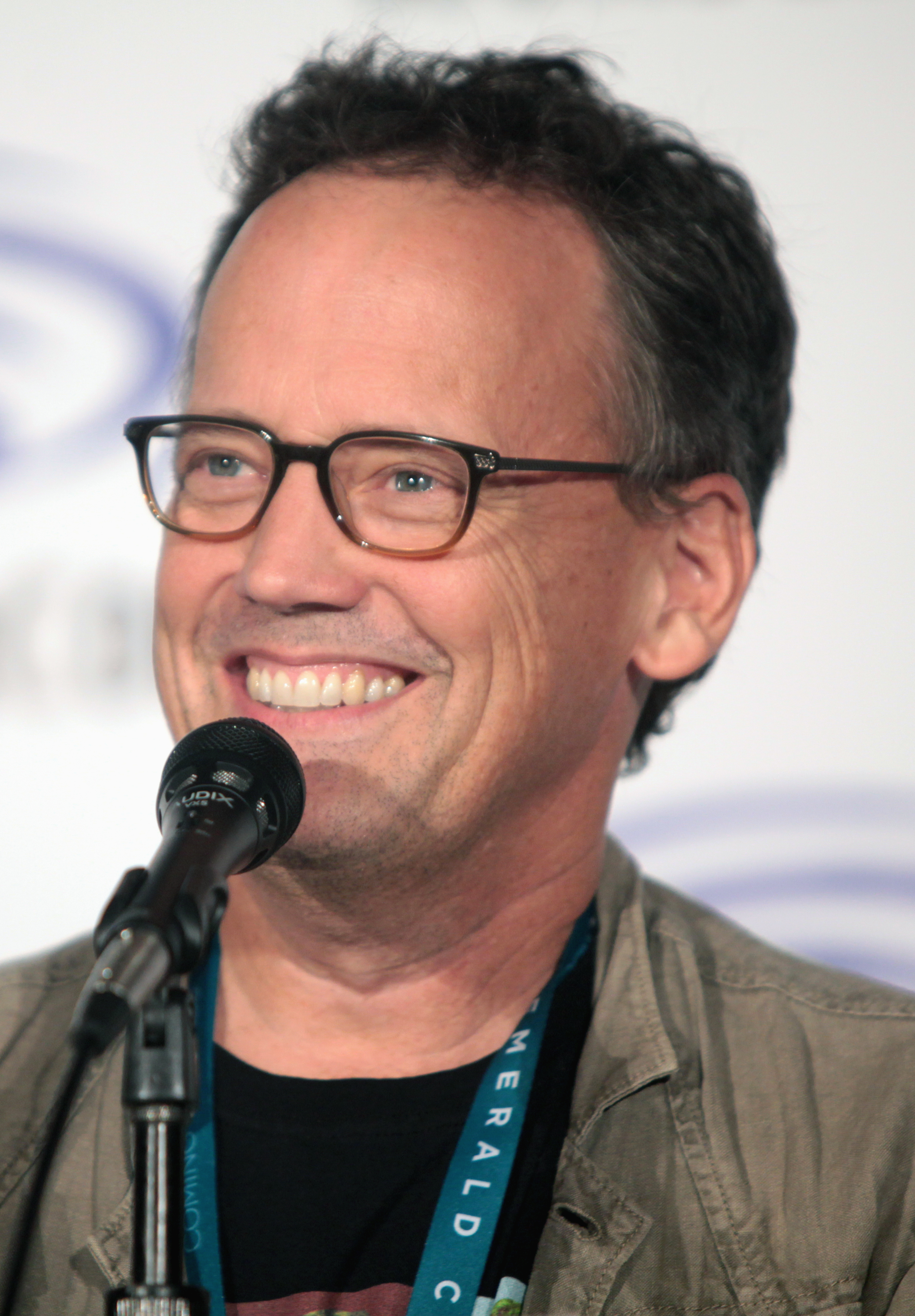
Dee Bradley Baker
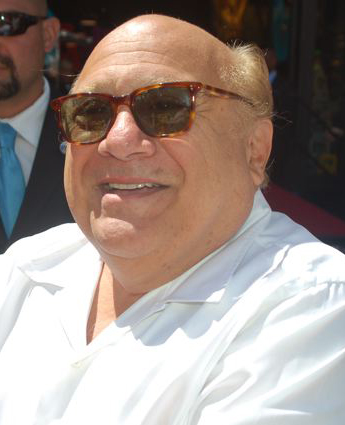
Danny DeVito
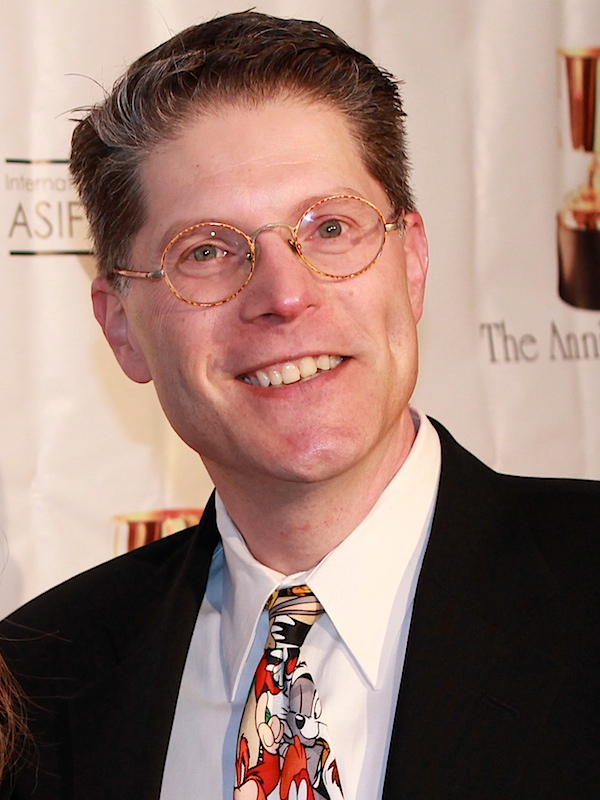
Bob Bergen
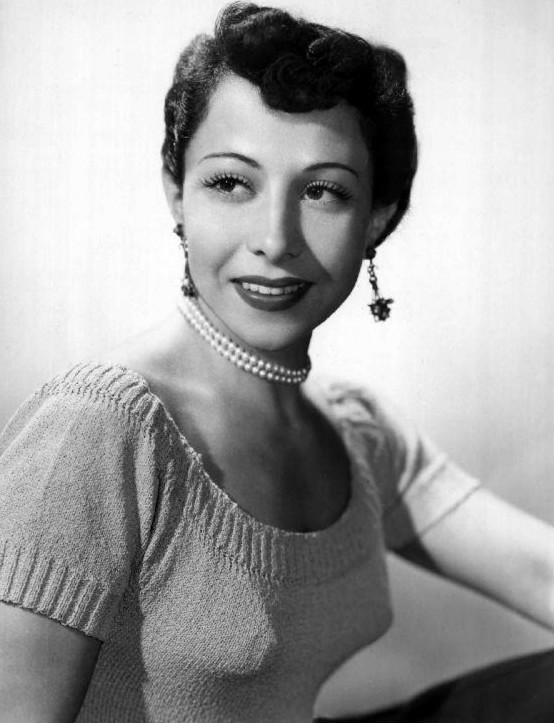
June Foray
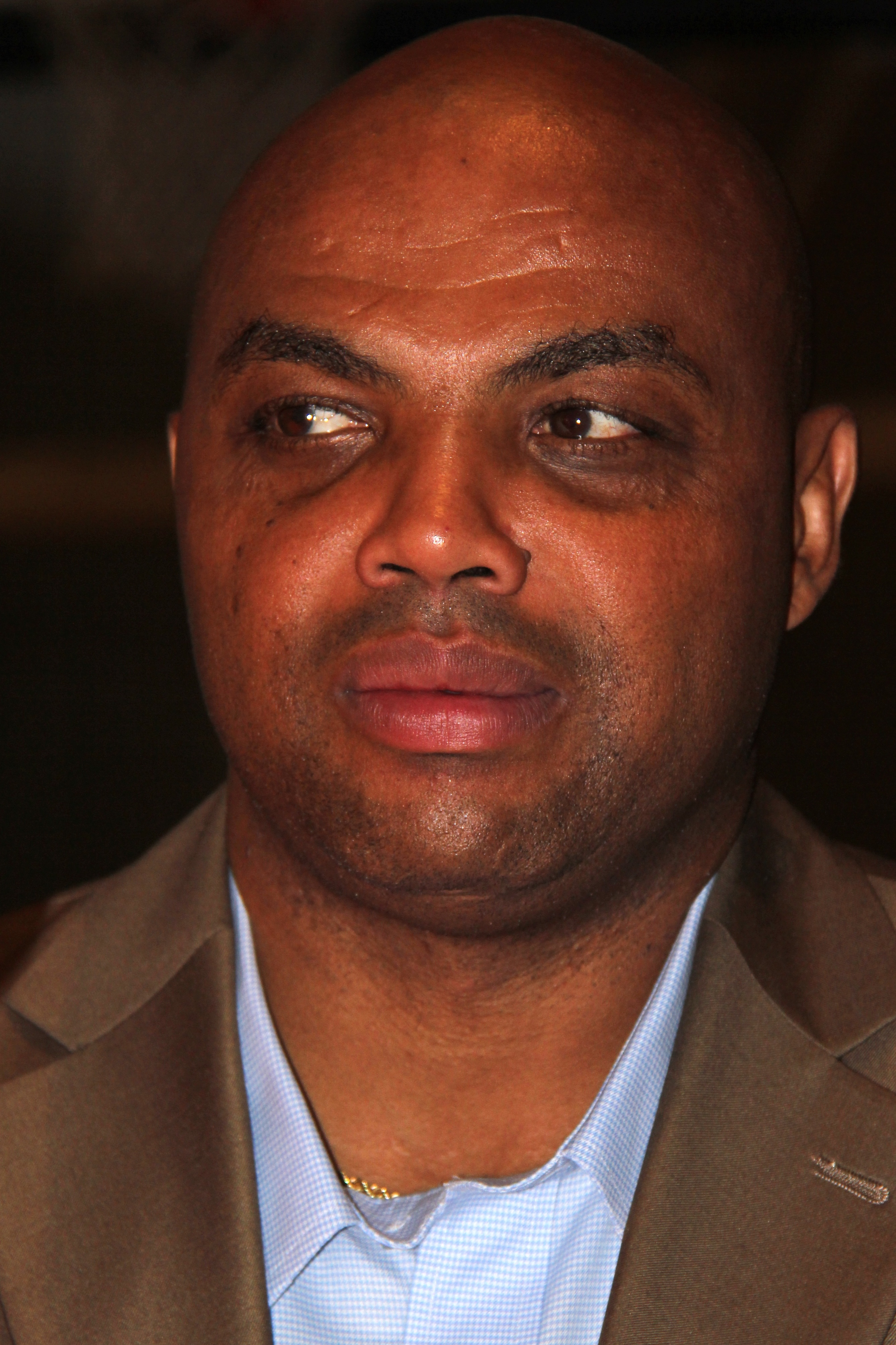
Charles Barkley
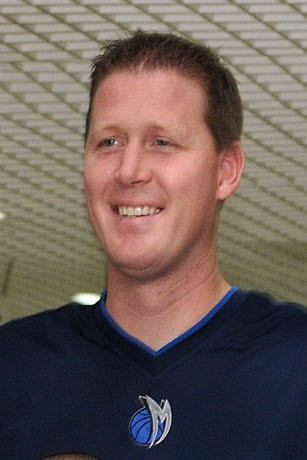
Shawn Bradley
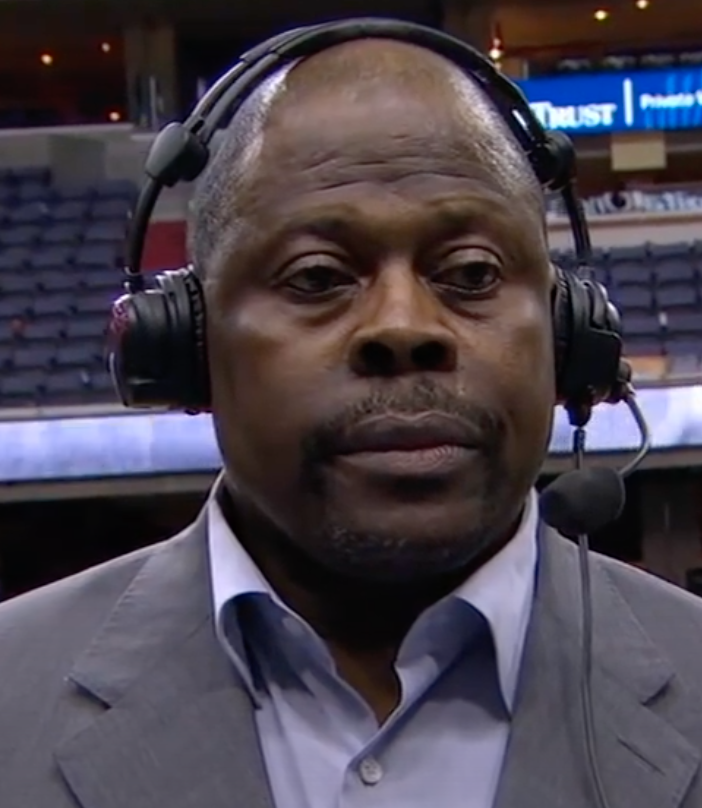
Patrick Ewing
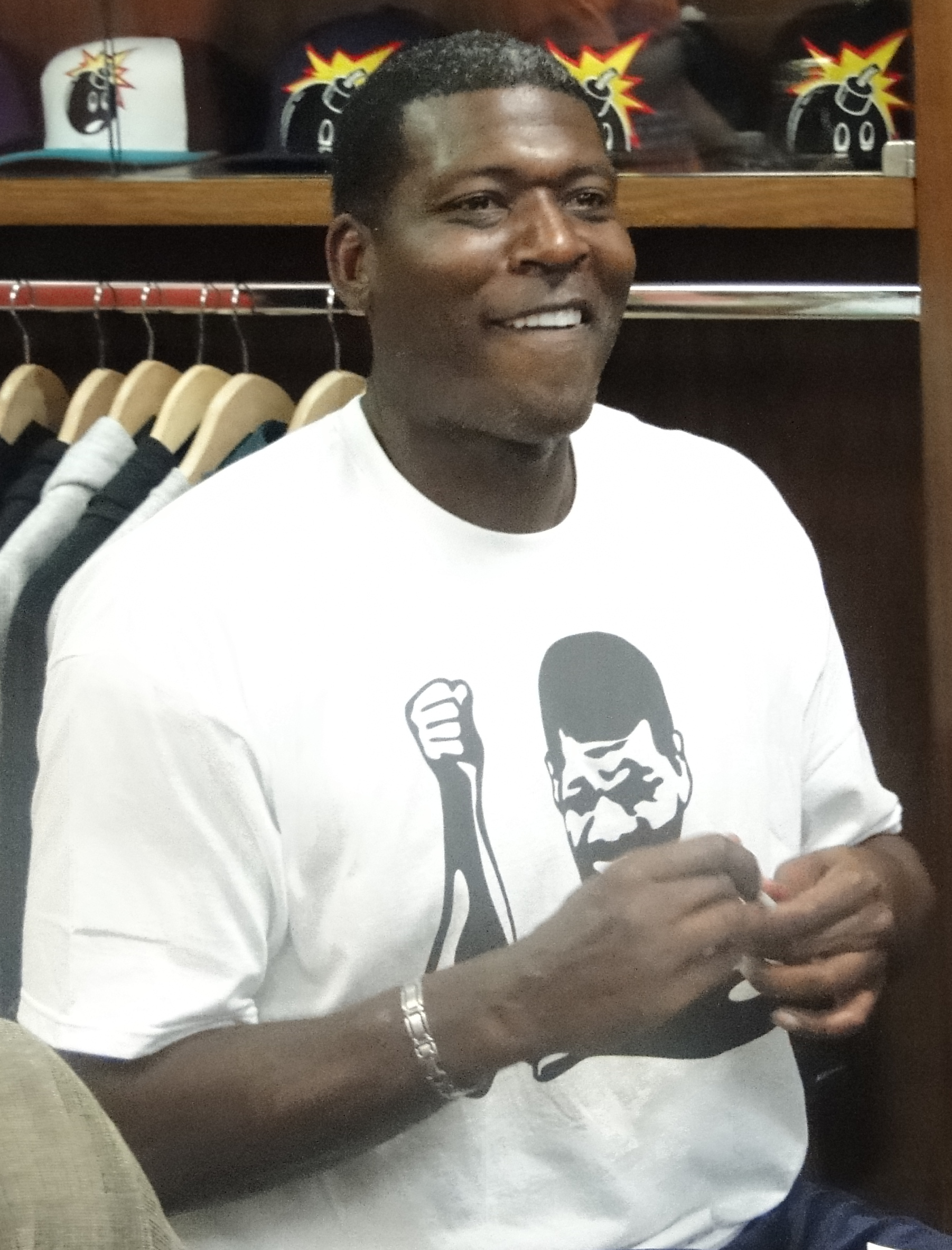
Larry Johnson
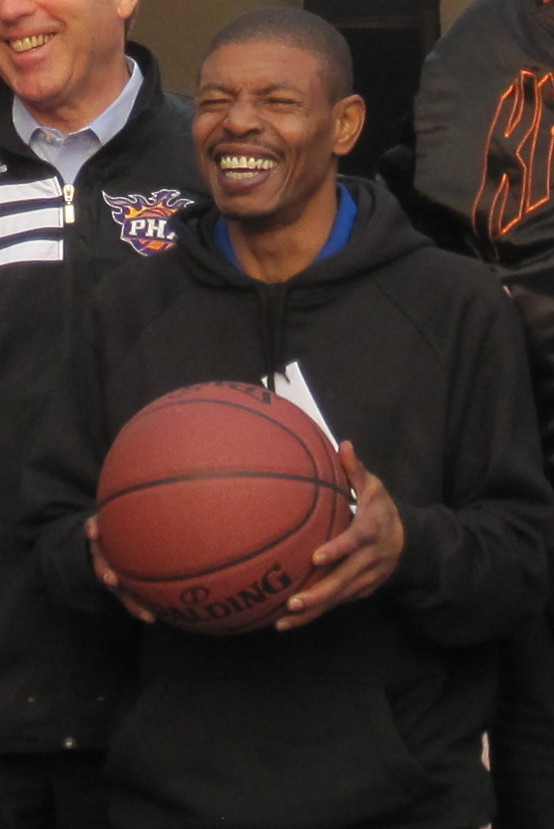
Muggsy Bogues
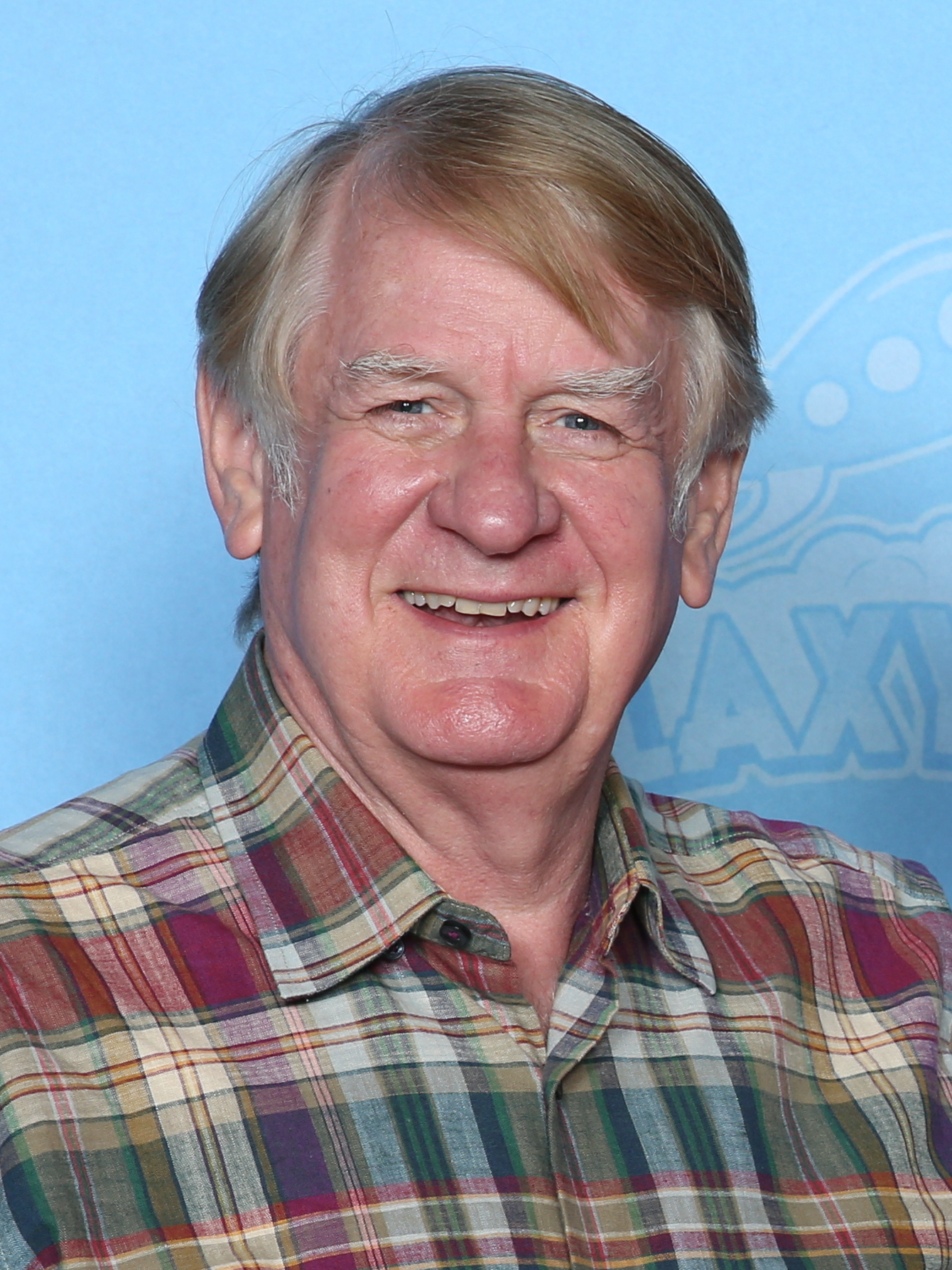
Bill Farmer
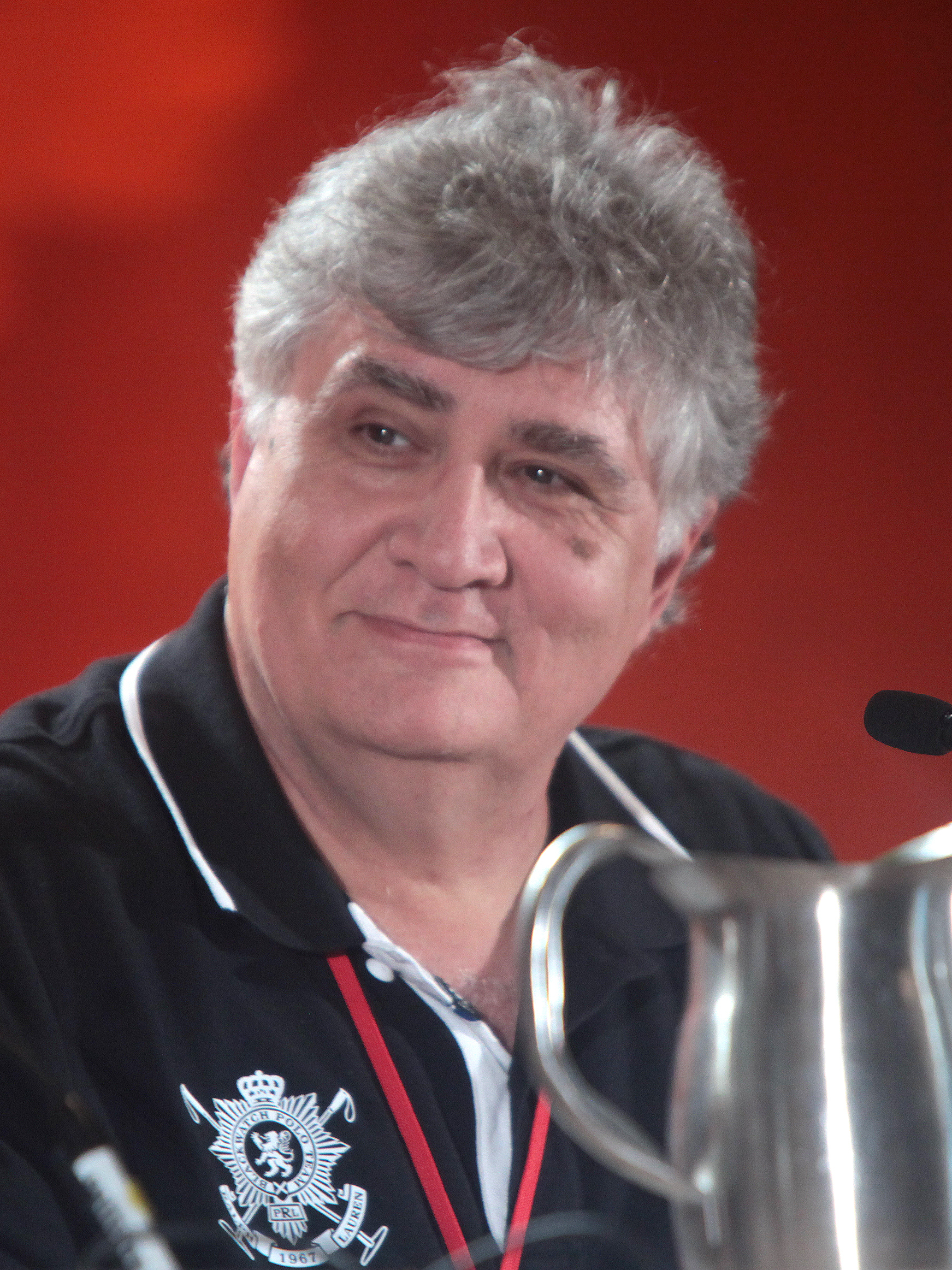
Maurice LaMarche
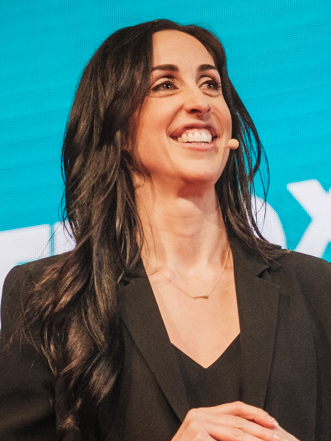
Catherine Reitman
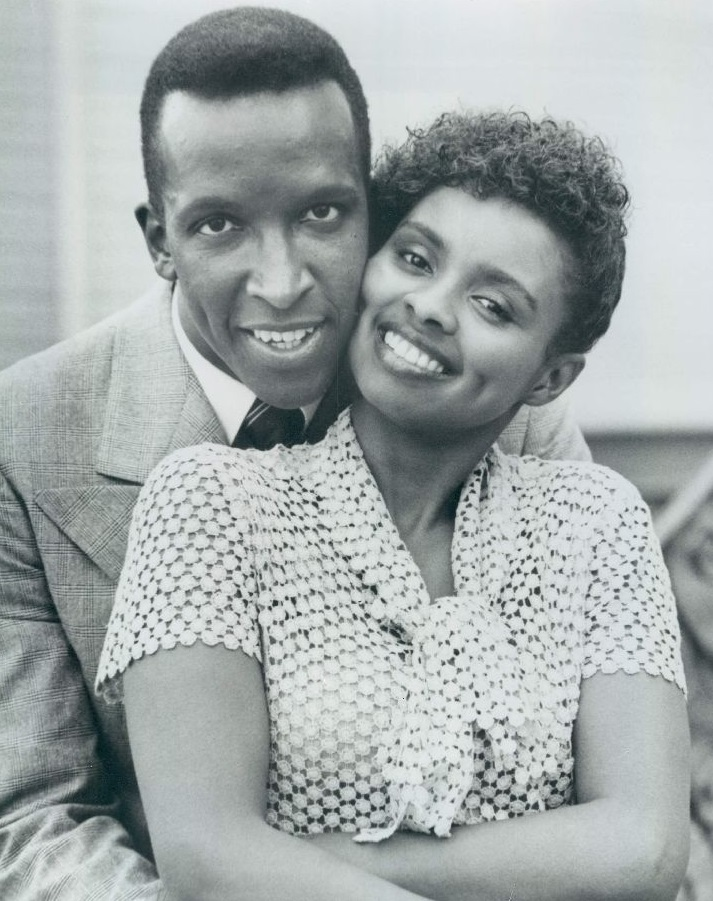
Dorian Harewood

## Autour du film
- Les acteurs ont mis près de quatre ans à tourner ce film.
- Le générique du film est interprété par R. Kelly, avec le titre I Believe I Can Fly, et par Seal, avec Fly like an Eagle.
- Le nom de l'alien bleu Blanko se prononce comme le mot "blanco" qui signifie "blanc" en espagnol, ce qui est contradictoire avec sa couleur.
- Coolio, B-Real, Busta Rhymes, LL Cool J, Method Man, Chris Rock, Barry White et Salt-N-Pepa, entre autres, ont également participé à la bande originale. Elle contient aussi I turn to you interprétée par All-4-One.
- On peut remarquer une référence au film Pulp Fiction lorsque Elmer Fudd et Sam le pirate, habillés en costumes noirs et lunettes noires, fusillent un adversaire, dans une scène accompagnée par la bande originale du film de Tarantino.
- Lors de l'apparition de Bill Murray sur le terrain, M. Swackhammer se trompe de nom en évoquant Dan Aykroyd en raison de l'apparition des deux acteurs dans SOS Fantômes en 1984. D'ailleurs, Bill Murray explique qu'il a pu arriver dans le monde des toons grâce à son amitié avec le producteur Ivan Reitman, réalisateur mythique de SOS Fantômes.
- La version française de ce film fut l'une des premières occasions de présenter le nouveau casting choisi par la Warner pour ses personnages animés emblématiques. Ainsi, plusieurs voix habituelles sont changées, l'exemple le plus frappant étant le remplacement de Guy Piérauld sur Bugs Bunny, bien que le comédien était encore en activité à l'époque. Finalement, seuls Daffy Duck et Elmer Fudd retrouvent leur voix de l'époque, Patrick Guillemin ayant repris le rôle du célèbre canard au début des années 1990 tandis que le chasseur a souvent été doublé par Albert Augier (mais le personnage a eu en fait de nombreuses voix au fil du temps), celui-ci finira toutefois par être remplacé par Patrice Dozier après ce film. C'est par la suite que les courts métrages originaux de Tex Avery subiront un redoublage avec ces nouvelles voix.
- La Air Jordan XI "Space Jam" est créée spécialement pour le film[1].

## Projet de suite
Une suite du film, Space Jam 2, est évoquée par Warner Bros. en février 2014, mettant en avant la star du basket LeBron James comme tête d'affiche. Le projet est également annoncé par Warner Bros. France sur son site en 2015. En 2016, Justin Lin est pressenti comme réalisateur. De son côté, Joe Pytka déclare qu'une telle suite est « vouée à l'échec », estimant notamment que la popularité de LeBron James n'est pas suffisante par rapport à celle de Michael Jordan lors de la sortie du premier opus.
Le projet, réécrit à de nombreuses reprises, prend beaucoup de retard, faisant face à de nombreuses difficultés.
Le tournage de Space Jam : Nouvelle ère débute à l'été 2019. Il sort à l'été 2021.

## Produits dérivés
Deux jeux reprennent le thème de la partie de basket-ball entre l'équipe des Toons et celle des Monstars :
- Space Jam, par Acclaim, sort sur trois machines en 1996 (en novembre aux États-Unis) : PlayStation (PS1), ordinateur PC et Saturn[7]
- Un jeu de flipper Space Jam est créé en 1997 par Sega, avec le thème et les personnages de la partie de basket-ball[8],[9].